# Sporendonema purpurascens
Sporendonema purpurascens är en svampart som först beskrevs av Hermann Friedrich Bonorden, och fick sitt nu gällande namn av E.W. Mason & S. Hughes 1957. Sporendonema purpurascens ingår i släktet Sporendonema, divisionen sporsäcksvampar och riket svampar.   Inga underarter finns listade i Catalogue of Life.